# Déclaration sur les droits des personnes appartenant à des minorités nationales ou ethniques, religieuses et linguistiques
La Déclaration sur les droits des personnes appartenant à des minorités nationales ou ethniques, religieuses et linguistiques a été adoptée le 18 décembre 1992 par l'Assemblée générale de l'ONU dans la résolution 47/135, sans vote. Les dispositions les plus importantes sur les droits des personnes sont dans l’article 2, et celles sur les devoirs des États dans les articles 1, 4 et 5.

## Conventions internationales faisant référence à la Déclaration
La Convention-cadre pour la protection des minorités nationales fait référence à la Déclaration, au paragraphe 24 de son Rapport explicatif.
La Convention de la Communauté des États indépendants, garantissant les droits des personnes appartenant à des minorités nationales (dans d'autres traductions : Convention sur les droits des personnes appartenant à des minorités nationales, ou Convention sur la protection des droits des personnes appartenant à des minorités nationales), fait référence à la Déclaration dans son préambule.